# Medelfranska
Medelfranska är en mellanperiod då de äldre franska formerna existerar parallellt med de moderna. Perioden anses börja runt 1300-talet och fortsätter fram till och med den nuvarande epoken, nyfranskan, som tar sin början 1600. Språkhistoriskt räknas medelfranskan som en nedgångsperiod[förklaring behövs], vilket brukar skyllas på omvälvningar i samhället (sjukdom, krig, missväxt). Under denna period sker tvåkasussystemets sammanbrott. Det finns få litterära verk från denna tid och karakteristiskt är att de få författare som finns knappast kan sägas behärska språket som företrädarna under fornfranskan hade gjort. En hel del översättningar görs, särskilt under vissa glansperioder, som under Karl V:s regeringstid (1364-1380). Medelfranskans andra period sammanfaller med renässansen och är därför till en del en litterär guldålder med kända författare som Montaigne och Rabelais. Redan under 1300-talet inleds en process där latiniseringen blir allt mer tydlig, vilket får konsekvenser för stavningen. Etymologiska (och icke-etymologiska) bokstäver infogas i många ord under denna period, men dessa stavningsändringar korrigeras senare av Franska akademien.